# Прулянс
Пруля́нс (кат. Prullans, вимова літературною каталанською [pɾu'ʎans]) - муніципалітет, розташований в Автономній області Каталонія, в Іспанії. Код муніципалітету за номенклатурою Інституту статистики Каталонії - 251790. Знаходиться у районі (кумарці) Башя-Сарданья (коди району - 15 та CD) провінції Льєйда, згідно з новою адміністративною реформою перебуватиме у складі баґарії (округи) Ал-Пірінеу і Баль-д'Аран. 

## Населення
Населення міста (у 2007 р.) становить 236 осіб (з них менше 14 років - 11,0%, від 15 до 64 - 62,3%, понад 65 років - 26,7%). У 2006 р. народжуваність склала 0 осіб, смертність - 1 особа, зареєстровано 1 шлюб. У 2001 р. активне населення становило 100 осіб, з них безробітних - 5 осіб.

Серед осіб, які проживали на території міста у 2001 р., 191 народилися в Каталонії (з них 104 особи у тому самому районі, або кумарці), 17 осіб приїхало з інших областей Іспанії, а 4 особи приїхали з-за кордону. 

Вищу освіту має 14,7% усього населення. 

У 2001 р. нараховувалося 81 домогосподарство (з них 34,6% складалися з однієї особи, 19,8% з двох осіб,19,8% з 3 осіб, 14,8% з 4 осіб, 4,9% з 5 осіб, 2,5% з 6 осіб, 0,0% з 7 осіб, 3,7% з 8 осіб і 0,0% з 9 і більше осіб).

Активне населення міста у 2001 р. працювало у таких сферах діяльності : у сільському господарстві - 42,1%, у промисловості - 3,2%, на будівництві - 8,4% і у сфері обслуговування - 46,3%. 

 У муніципалітеті або у власному районі (кумарці) працює 81 особа, поза районом - 33 особи.

### Безробіття
У 2007 р. нараховувалося 2 безробітних (у 2006 р. - 3 безробітних), з них чоловіки становили 50,0%.

## Економіка

### Підприємства міста

#### Промислові підприємства
| \| Промислові підприємства міста, за сферою діяльності \| Промислові підприємства міста, за сферою діяльності \| Промислові підприємства міста, за сферою діяльності \| \| Рік \| 2002 р. \| 2001 р. \| \| --------------------------------------------------- \| --------------------------------------------------- \| --------------------------------------------------- \| \| Енергетичні та водні ресурси \| 100,0% \| 100,0% \| \| Хімія та метали \| 0,0% \| 0,0% \| \| Переробка металів \| 0,0% \| 0,0% \| \| Продукти харчування \| 0,0% \| 0,0% \| \| Текстиль \| 0,0% \| 0,0% \| \| Виробництво меблів, видання \| 0,0% \| 0,0% \| \| Інше \| 0,0% \| 0,0% \| \| Усього підприємств \| 2 \| 1 \| |         |         |
| Промислові підприємства міста, за сферою діяльності |         |         |
| Рік | 2002 р. | 2001 р. |
| Енергетичні та водні ресурси | 100,0%  | 100,0%  |
| Хімія та метали | 0,0%    | 0,0%    |
| Переробка металів | 0,0%    | 0,0%    |
| Продукти харчування | 0,0%    | 0,0%    |
| Текстиль | 0,0%    | 0,0%    |
| Виробництво меблів, видання | 0,0%    | 0,0%    |
| Інше | 0,0%    | 0,0%    |
| Усього підприємств | 2       | 1       |

#### Роздрібна торгівля
| \| Підприємства роздрібної торгівлі міста, за сферою діяльності \| Підприємства роздрібної торгівлі міста, за сферою діяльності \| Підприємства роздрібної торгівлі міста, за сферою діяльності \| \| Рік \| 2002 р. \| 2001 р. \| \| ------------------------------------------------------------ \| ------------------------------------------------------------ \| ------------------------------------------------------------ \| \| Продукти харчування \| 60,0% \| 60,0% \| \| Одяг та взуття \| 0,0% \| 0,0% \| \| Товари для дому \| 0,0% \| 0,0% \| \| Книги та періодичні видання \| 0,0% \| 0,0% \| \| Промислова хімічна продукція \| 20,0% \| 20,0% \| \| Продукція, пов'язана з транспортними засобами \| 0,0% \| 0,0% \| \| Інше \| 20,0% \| 20,0% \| \| Усього підприємств \| 5 \| 5 \| |         |         |
| Підприємства роздрібної торгівлі міста, за сферою діяльності |         |         |
| Рік | 2002 р. | 2001 р. |
| Продукти харчування | 60,0%   | 60,0%   |
| Одяг та взуття | 0,0%    | 0,0%    |
| Товари для дому | 0,0%    | 0,0%    |
| Книги та періодичні видання | 0,0%    | 0,0%    |
| Промислова хімічна продукція | 20,0%   | 20,0%   |
| Продукція, пов'язана з транспортними засобами | 0,0%    | 0,0%    |
| Інше | 20,0%   | 20,0%   |
| Усього підприємств | 5       | 5       |

#### Сфера послуг
| \| Підприємства міста, що працюють у сфері послуг, за діяльністю \| Підприємства міста, що працюють у сфері послуг, за діяльністю \| Підприємства міста, що працюють у сфері послуг, за діяльністю \| \| Рік \| 2002 р. \| 2001 р. \| \| ------------------------------------------------------------- \| ------------------------------------------------------------- \| ------------------------------------------------------------- \| \| Гуртова торгівля \| 0,0% \| 0,0% \| \| Готелі та готельний бізнес \| 71,4% \| 71,4% \| \| Транспорт та зв'язок \| 0,0% \| 0,0% \| \| Посередницькі фінансові послуги \| 0,0% \| 0,0% \| \| Послуги підприємствам \| 0,0% \| 0,0% \| \| Послуги фізичним особам \| 28,6% \| 28,6% \| \| Нерухомість та ін. \| 0,0% \| 0,0% \| \| Усього підприємств \| 7 \| 7 \| |         |         |
| Підприємства міста, що працюють у сфері послуг, за діяльністю |         |         |
| Рік | 2002 р. | 2001 р. |
| Гуртова торгівля | 0,0%    | 0,0%    |
| Готелі та готельний бізнес | 71,4%   | 71,4%   |
| Транспорт та зв'язок | 0,0%    | 0,0%    |
| Посередницькі фінансові послуги | 0,0%    | 0,0%    |
| Послуги підприємствам | 0,0%    | 0,0%    |
| Послуги фізичним особам | 28,6%   | 28,6%   |
| Нерухомість та ін. | 0,0%    | 0,0%    |
| Усього підприємств | 7       | 7       |

## Житловий фонд
У 2001 р. 7,4% усіх родин (домогосподарств) мали житло метражем до 59 м2, 23,5% - від 60 до 89 м2, 23,5% - від 90 до 119 м2 і
45,7% - понад 120 м2.

З усіх будівель у 2001 р. 17,0% було одноповерховими, 70,9% - двоповерховими, 11,5
% - триповерховими, 0,6% - чотириповерховими, 0,0% - п'ятиповерховими, 0,0% - шестиповерховими,
0,0% - семиповерховими, 0,0% - з вісьмома та більше поверхами.

## Автопарк
| \| Автомобілі, зареєстровані у місті, за призначенням \| Автомобілі, зареєстровані у місті, за призначенням \| Автомобілі, зареєстровані у місті, за призначенням \| \| Рік \| 2006 р. \| 2005 р. \| \| -------------------------------------------------- \| -------------------------------------------------- \| -------------------------------------------------- \| \| Приватні автомобілі \| 61,3% \| 61,4% \| \| Мотоцикли \| 6,7% \| 5,8% \| \| Вантажівки \| 26,5% \| 26,9% \| \| Трактори \| 0,0% \| 0,0% \| \| Автобуси та ін. \| 5,5% \| 5,8% \| \| Усього автомобілів \| 238 шт. \| 223 шт. \| |         |         |
| Автомобілі, зареєстровані у місті, за призначенням |         |         |
| Рік | 2006 р. | 2005 р. |
| Приватні автомобілі | 61,3%   | 61,4%   |
| Мотоцикли | 6,7%    | 5,8%    |
| Вантажівки | 26,5%   | 26,9%   |
| Трактори | 0,0%    | 0,0%    |
| Автобуси та ін. | 5,5%    | 5,8%    |
| Усього автомобілів | 238 шт. | 223 шт. |

## Вживання каталанської мови
У 2001 р. каталанську мову у місті розуміли 100,0% усього населення (у 1996 р. - 100,0%), вміли говорити нею 93,7% (у 1996 р. - 
96,1%), вміли читати 85,9% (у 1996 р. - 87,3%), вміли писати 57,3
% (у 1996 р. - 47,5%). Не розуміли каталанської мови 0,0%.

## Політичні уподобання
У виборах до Парламенту Каталонії у 2006 р. взяло участь 126 осіб (у 2003 р. - 149 осіб). Голоси за політичні сили розподілилися таким чином:
| \| Вибори до Парламенту Каталонії \| Вибори до Парламенту Каталонії \| Вибори до Парламенту Каталонії \| \| Рік \| 2006 р. \| 2003 р. \| \| -------------------------------------- \| ------------------------------ \| ------------------------------ \| \| Конвергенція та Єднання (CiU) \| 51,6% \| 48,3% \| \| Соціалістична партія Каталонії (PSC) \| 17,5% \| 16,8% \| \| Народна партія (PP) \| 0,0% \| 2,0% \| \| Ініціатива за Каталонію — Зелені (ICV) \| 6,3% \| 7,4% \| \| Республіканська лівиця Каталонії (ERC) \| 23,8% \| 23,5% \| \| Громадяни — Громадянська партія (C's) \| 0,0% \| 0,0% \| \| Інші \| 0,8% \| 2,0% \| |         |         |
| Вибори до Парламенту Каталонії |         |         |
| Рік | 2006 р. | 2003 р. |
| Конвергенція та Єднання (CiU) | 51,6%   | 48,3%   |
| Соціалістична партія Каталонії (PSC) | 17,5%   | 16,8%   |
| Народна партія (PP) | 0,0%    | 2,0%    |
| Ініціатива за Каталонію — Зелені (ICV) | 6,3%    | 7,4%    |
| Республіканська лівиця Каталонії (ERC) | 23,8%   | 23,5%   |
| Громадяни — Громадянська партія (C's) | 0,0%    | 0,0%    |
| Інші | 0,8%    | 2,0%    |